# Cine Las Américas
Cine Las Américas fue una sala de cine en la colonia Roma de la Ciudad de México obra del arquitecto José Villagrán García, construida en 1952 e inaugurada el 30 de diciembre de 1953. Se ubicó en el cruce de las avenidas De los Insurgentes y Baja California. 
Desde 2012 la sala de cine del conjunto es ocupada bajo el nombre de Auditorio BB.